# Florin Vlaicu
Florin Vlaicu (n. 26 iulie 1986, București) este un jucător de rugby în XV profesionist român. Este catalogat drept utility back, adică cu aptitudini de a evolua mijlocaș la deschidere, centru sau fundaș.

## Carieră
A jucat șapte ani pentru CSA Steaua, apoi RCJ Farul Constanța și CSM Olimpia București. La nivelul european, participă la Amlin Challenge Cup cu Lupii București. La sfârșitul sezonului 2015 a semnat cu clubul italian Rugby Calvisano.
A fost selecționat pentru prima dată la echipa națională a României pentru un meci de Cupa Europeană a Națiunilor împotrivă Ucraina în 2006. A participat la trei ediții ale Cupei Mondiale de Rugby: Franța 2007, Australia/Noua Zeelandă 2011 și Anglia 2015, marcând 28 puncte în total.
Până în martie 2016 a strâns 89 de selecții în națională. Cu 8 eseuri, 118 de transformări, 138 de lovituri de pedeapsă și 702 de puncte în total, este cel mai bun marcator din istoria echipei României.

## Legături externe
- en  Statistice internaționale pe ESPN Scrum
- en  Statistice în probe europene Arhivat în 5 octombrie 2015, la Wayback Machine. pe EPC Rugby
- fr  Statistice de club pe It's Rugby